# Dirk Schnell
Dirk Schnell (* 19. Dezember 1959 in Erfurt) ist ein ehemaliger deutscher Handballspieler. Er wurde auf der Position linker Außenspieler eingesetzt.
Seinen ersten Kontakt zum Handball hatte Schnell beim TSV Motor Gispersleben, ehe die Familie 1970 nach Eisenach zog. Dort begann er im Alter von elf Jahren mit dem Handballspiel bei der BSG Motor Eisenach und ging 1979 an die Kinder- und Jugendsportschule in Frankfurt (Oder); hier spielte er beim ASK Vorwärts Frankfurt/Oder. Mit den Frankfurtern wurde er 1983 FDGB-Pokal-Sieger und Vize-DDR-Meister sowie 1987 nochmals Vize-DDR-Meister. Er wechselte zum SC Magdeburg, mit dem er 1987/1988 die DDR-Meisterschaft gewann. Von Magdeburg wechselte er zurück zu Motor Eisenach, wo er für zwei Spielzeiten aktiv war. Von 1990 bis 1995 war er als Spielertrainer beim VfB Kassel aktiv, anschließend von 1996 bis 2000 ebenfalls als Spielertrainer beim ThSV Eisenach II.
Dirk Schnell war von 1976 bis 1979 in den Jugend-Nationalmannschaften der Deutschen Demokratischen Republik (DDR) aktiv und nahm 1979 an der Weltmeisterschaft der Junioren teil. Er bestritt zwischen 1982 und 1990 82 Länderspiele für die Handballnationalmannschaft der DDR. 1984 gewann er mit dieser Mannschaft die Wettkämpfe der Freundschaft, die wegen des Boykotts der Olympischen Spiele in Los Angeles ausgetragen wurden. Im Jahr 1986 gewann er mit der DDR-Nationalmannschaft den dritten Platz bei der Weltmeisterschaft 1986.
Nach dem Abitur begann er ein Sportstudium, welches er als Diplomsportlehrer an der Deutschen Hochschule für Körperkultur und Sport (DHfK) in Leipzig erfolgreich abschloss. Er ist derzeit (2009) als Finanzberater tätig.